# GAD GUARD
『GAD GUARD』（ガドガード）は、2003年4月から9月まで放送された、日本のテレビアニメーション作品。ゴンゾ・ディジメーション制作。

## 概要
少年少女たちが「GAD（ガド）」と呼ばれる謎の物質から生まれた「鉄鋼人（てっこうど）」というロボットを手にいれ、それを機に様々な経験を得て大人へと成長していく物語。ジャンルとしてはロボットアニメ、もしくはSFに入るが、内容的にはむしろ青春群像劇の性格が強い。
本作はいづなよしつねの漫画『SPARKS』を基に構想され、シリーズ構成の池口和彦が「ロボットが武器としてではなく、友達のように登場人物とかかわる話と、青春や家族を題材にした作品をやりたい」と述べたことから、この企画が誕生した。脚本の會川昇は、青春や家族の物語にロボットをいかに自然に登場させるかを非常に悩んだと語っており、当初は毎回ゲストキャラとしてロボットが登場し、主人公たちと戦うという話の流れを模索したが、それでは話を進めるのが困難と判断し、現在のような形となった。
會川は各話ごとに、映画を基にしたテーマを決めており、第1話はガイ・リッチー、第8話はマカロニウェスタン、最終話は8マイルなど。オープニングやエンディングのほか、劇中ではPE'Zの楽曲が挿入歌として多く使われている。
全26話だが、第8話の納品が放送日に間に合わず、第7話を2週連続で放送するというハプニングが発生した。また、それ以外にも放送ができなかった週が何度かあった為か、2クールの枠内に収まらず、地上波放送は第20話で打ち切られた。残りの第21 - 26話は、同年12月末にフジテレビ721及びアニマックスで放送された。

## ストーリー
今から数百年後の地球。ユニットブルーと呼ばれる未来の街。そこには夜になると電力を失い暗闇に包まれるナイトタウンと呼ばれる街があった。
そこに住む少年・真田ハジキは学校に通いながら、八須賀運送で運び屋のバイトをしながら日々を暮らしていた。ある日、ハジキはひょんな事から高値で取引されている謎の物質「GAD」に接触する。するとGADは周りのスクラップを巻き込み、巨大な人型メカ、鉄鋼人「ライトニング」へと姿を変えた。その時から、ハジキの周りに鉄鋼人を持つ人が現れて、ハジキは彼らが起こす事件や戦いに巻き込まれていく。

## 登場人物

### 主要人物
真田 ハジキ（さなだ ハジキ）
声 - 鈴村健一（幼少期 - 小林由美子）
本作の主人公。ナイトタウンに住む少年。16歳。以前はデイタウンに住んでいたが、パイロットである父・ユウジロウが事故死してから中華料理屋で働く母・キョウコと妹・サツキと共にナイトタウンへ引っ越す。
現在は教会が慈善活動で開いている学校へ通いながら蜂須賀運送で配達のアルバイトをしているが、偶然手にしたGADが鉄鋼人「ライトニング」に変化したことで生活が一変する。
自立心が強く、好きなことには熱中するが、細かいことを考えるのは苦手。当初は割と冷めた現実主義者で、何事にもあまり関心を示さなかったが、ライトニングと出会ってから、いかに自分にとって家族が大事な存在であるかを知り、家族を残して他界してしまい、自身が否定的だった父のかつての夢に関心が湧いてくる。
昇り鯉が描かれたスカジャンに、眼鏡を引っ掛けたニット帽がトレードマーク。ライトニングに乗る時は、ユウジロウの形見であるフライトジャケットを着用する。
カタナ
声 - 諏訪部順一
ナイトタウンの闇社会で生きる、危険な雰囲気の漂う少年。18歳。右頬に傷痕がある。生い立ちや家族については謎で、彼自身も知らない様子。性格は冷酷かつ攻撃的で、誰ともつるまずに孤高を好むが、負けず嫌いの面もある。
鉄重機を操縦して闇の仕事を請け負い、生計を立てていたが、ある時、取引されるはずだった2つのGADのうち、片方を報酬として手に入れる。後日、もう1つのGADからハジキの鉄鋼人「ライトニング」が誕生する瞬間を目撃し、自身の鉄重機であるセブンでライトニングと戦うが敗北。虚脱感に浸っていたが、直後にGADが鉄鋼人「ゼロ」に変化。これを駆って鉄重機乗りとして仕事をこなしてゆくが、時にハジキと衝突する。
その後、ゼロを使い暴力でユニット・ブルーを支配する野心を抱き、ハジキが闇社会に堕ちていく様を見届けようと目論むが、彼がユニットを抜け出したことや傍らからサユリの存在が消えたことで、心境に変化が見られるようになる。
篠塚 アラシ（しのづか アラシ）
声 - 折笠富美子
デイタウンにある大規模な空手道場の娘で、ハジキのクラスメートである少女。16歳。男児の誕生を願っていた父（声 - 池田勝）が付けた名前を気に入っておらず、父と弟（声 - 阪口大助）のもとを去り、ナイトタウンで一人暮らしを始める。性格は至って生真面目だが、少々短気で嫉妬深いところもある。
ハジキとライトニングの邂逅に居合わせたことで彼に興味を持ち、行動を共にするようになる。やがて、自身も鉄鋼人を欲するようになり、ハジキの落とした荷物の破片に使われていたGADから「ハヤテ」を生み出す。物語が進むにつれてハジキに惹かれていくようになり、後半で彼がユニット・ブルーを飛び出した時は、たまらず後を追った。
アイコ・マリー・ハーモニー
声 - 倉田雅世
大資産家であるハーモニー夫妻の養女。16歳。名門の女子高に通い、何不自由無い生活を送っている少女。両親が跡取りのためだけに自分を養子にしたのではないかという思いが心の隅にあり、それが彼女を悩ませている。また、その家庭環境から自身がこれからすべきことに強い興味を持つ。
偶然、父のコレクションであったGADに触り、鉄鋼人「メッサーシュミット」を生み出し、以後自身の心のよりどころとなる。性格は至って謙虚で行動的だが、ややマイペースで、お嬢様らしいお人好しなところもある。
鉄鋼人を持った人が一堂に会したことには意味があると信じ、争わずに互いに協調することを望んでいる。物語後半からタクミと仲を深めていく。乗馬が趣味。
如月 タクミ（きさらぎ タクミ）
声 - 佐藤ゆうこ
ナイトタウンで一人暮らしをする小柄な少年。16歳。他界した両親から一生暮らしていけるほどの莫大な遺産を受け継いでおり、稼ぐ時間を人々のためにと、自らの意志でナイトタウンの犯罪者を鉄鋼人「サンダーボルト」を使って懲らしめようとし、特にカタナを目の敵にする。
血気盛んで正義感が人一倍強いが、向こう見ずで人の話を聞かない頑固なところがあり、ハジキ達と対立したり、危険を顧みず突っ走って痛い目を見ることが度々ある。その割に自分の意見が言えない。物語が進むにつれて、人のためではなく、自分の心の隙間を埋めるために戦っていることに気づき、彼のアイデンティティは大きく揺れることとなる。
作中で、彼のみGADおよび鉄鋼人を手にした経緯について触れられていない。
蜂須賀 小五郎（はちすか こごろう）
声 - 石塚運昇
ハジキのバイト先である蜂須賀運送の社長。38歳。一見、冴えない中年オヤジだが、昔は凄腕の傭兵だったらしく、裏世界の事情にはかなり精通している。「核兵器も運んだ」と豪語するように、金次第でどんな荷物でも請け負い、現実主義で儲けを最優先とした仕事をモットーとする。それでも彼なりにハジキのことを気にかけており、カトリーヌが彼に危険な仕事をさせることにはやや否定的で、時にハジキを叱りつける時もある。
カトリーヌ・フローベル
声 - 井上喜久子
蜂須賀運送の事務所に現れて、色気を振りまきながら「儲け話」という名のトラブルを蜂須賀とハジキに持ち込む謎の美女。28歳。鉄重機を操れる。蜂須賀とは旧知の仲らしい。名前は偽名であり、曰く「本名はGADに取られた」とのことで、自分の過去を取り戻すため、執拗に自分のGADを追い求めている。

### その他の人物
サユリ（小百合）
声 - 井端珠里
カタナと行動を共にする謎の少女。カタナが幼少時代に遊んだ少女と似ている。
真田 キョウコ（さなだ キョウコ）
声 - 津田匠子
ハジキとサツキの母。45歳。かつてはプリマバレリーナで容姿もスレンダーな美人だったが、今は太めになっており、その面影はない。夫の死後、子供達を養うために引退し、現在は中華料理店で朝早くから夜遅くまで働いているが、子供の面倒もきちんと見ている。
真田 サツキ（さなだ サツキ）
声 - 仲西環
ハジキの妹。14歳。若い頃にプリマバレリーナであった母に憧れて、ダンススクールでバレエを習っている。
ジャック・ブルーノ
声 - 江原正士
ナイトタウンの裏社会を仕切っていたジャック一味の頭領。GAD強奪に失敗し、ハジキやカタナと衝突を繰り返す間に組織は弱体化し壊滅してしまう。悪党ではあるが、人情味があり、どこか憎めないところがある。
ワンダ・ウーマン
声 - 山口由里子
ジャックの右腕。一味を出し抜いてGADを手にするが、亜鉄鋼人を生み出してしまう。
弁護士
声 - 中嶋聡彦
表向きは組織の顧問弁護士として活動しているが、裏ではGADの取引に深く関わっており、ジャックやラリーのもとに現れる。
リッチー
声 - 千葉一伸
ハジキのクラスメート。ユニット・ブルーを出て音楽で身を立てることを夢見ている。劇中ではPE'Zの楽曲が、彼の作った曲として流れるというメタフィクション的な演出がなされている。
ブラック
声 - 大畑伸太郎
ハジキのクラスメート。常に上半身裸の上にコートを羽織っている、女たらしの色男。
ハネケ
声 - 朝倉栄介
ハジキのクラスメート。他のユニットでトラブルを起こしてユニット・ブルーに逃げてきたと噂されており、裏の世界に詳しい。
メリー
声 - 山川琴美
ユニット・ブルーの女性警官。下がる給料に愚痴をこぼしながら、ハジキとライトニングを度々追いかけ回す。
ヒルダ
声 - 山口眞弓
ユニット・ブルーの女性警官。メリーとコンビを組んで日々パトロールに出ている。警察の給料だけでは暮らしていけないため、密かに副業をしている。
屋台のオヤジ
声 - 塚田正昭
ナイトタウンで屋台を開くかたわら情報屋をやっている男。作るラーメンは不味いが、これを食べないと取引ができない。カーロスという名の間抜けな顔の犬を飼っている。
ラリー・J・ハーモニー、ヒルダ・F・ハーモニー
声 - 乃村健次（ラリー）、麻生夏未（ヒルダ）
アイコの養父と養母で、養父のラリーは大企業「セントラル・エレクトロニクス」の社長。
バルト
声 - 中田譲治
ユニット・ブルー外の警察の「特務」と呼ばれる組織の捜査官。GADや鉄鋼人について捜査しており、カタナを執拗に追う。
ボブ・アシケナージ
声 - 藤原啓治
ユニットカーキーのチェイス島でロケットのメンテナンスをしている元技術師。
真田 ユウジロウ（さなだ ユウジロウ）
声 - 田中正彦
ハジキとサツキの父。パイロットであったが、事故で死亡している。

## 舞台
本作の舞台は現在から数百年未来の地球。人口が増え続け、その結果地球資源の枯渇をもたらし、自らの存在危機を叫んだものの、結局、非効率な消費システムからの脱却ができず、「ユニット」と呼ばれる個別の都市に再構成することを余儀なくされた。

### 鉄重機
ユニット再構成前の遥か昔に使われた工業用ロボット。様々な形をしているが、基本的に人型をした作業機械である。しかし、エネルギー資源が豊富だった頃の産物であり、今となっては駆動させるための燃料消費が激しいため、所持することは違法となっている。現在稼動しているものは、闇ブローカーを通じて取引される。また、鉄重機の部品を掘り出して売る「堀屋」なる職業も存在するが、これも違法である。

### GAD（ガド）
本作のカギとなる物質。この世界では非常に高値で取引されているが、時に莫大なエネルギーを放出すること以外はよく分かっておらず、宇宙から降ってきたとか、ユニット再構成の原因となる地球環境の変動を引き起こしたなどと噂される、謎の物質。形や材質は様々で、ハジキとカタナの鉄鋼人を生み出したものは金属状の立方体をしていたが、金具や宝石などの加工品になったものも存在する。
触れた者の意思や願望を反映し、周囲の物質を取り込んで様々な形に変化するが、ほとんどは人の欲望を忠実に再現し、自分の意思で動くようになった怪物、亜鉄鋼人（あてっこうど）になるとされる。しかし、まれに人型の鉄鋼人となり、生み出したものが触ると、その意志で自由に動かすことができるようになる。
これら以外にも、GADは人と融合したり、人そのものになったりするなど、様々な変化をする（人になったものを亜鉄鋼人と呼ぶか鉄鋼人と呼ぶかは、劇中ではまちまちである）。また、1つのGADから2つの鉄鋼人が生み出されることもある。これらすべては、GADを触った人の意思や願望によって決められる。しかし、触れれば必ず発動する、もしくは誰でも発動するというわけではなく、触っても何も起こらない者もいる。これについては、各人に選ばれたその人だけのGADがあること、また人の心の持つ力が関係していると思われるが、詳細な条件については不明である。
なお、GADから生み出されたものすべてには寿命があるようで、遅かれ早かれ必ず消滅する運命にあるとみられる。

#### 鉄鋼人（てっこうど）
GADから生まれる人型ロボット状の機械。GADが発動した時に、周囲の車などの工業製品や、機械部品を取り込むことで生み出されるが、持ち主の性格や願望を反映したような形や特徴になる。
持ち主が手で直接触れる事で起動し、目が光ってエンジン音のようなものが鳴る。性能については各個体で異なるが、鉄重機やビルをパンチ一発で破壊できるほどの強いパワーを持っている。肩に乗るなどして操作するが、多少は離れても動かすことはできる模様。基本的に持ち主の命令に従って行動するが、持ち主を危険から庇うなど、ある程度自律した行動をとることもある。破壊されても、適当な機械部品をあてがうことで自動的に修復される。
その形態や特徴は持ち主の心のありようで変化し、特に攻撃的な感情が強くなった時に外見が変わったり、新たな能力が備わることがある。また、鉄鋼人になっても、持ち主の操る能力が低い（心のありようが弱い）と心身を蝕ばみ、やがて制御不能な亜鉄鋼人になってしまう例もあるようである。
劇中の一般社会では、引っくるめて鉄重機と呼ばれていることが多い。
名前の由来は、すべて第二次世界大戦中に活躍した戦闘機から。
ライトニング
ハジキの鉄鋼人。名前の由来はP-38。首周りを覆う気筒（襟巻きのマフラーと消音装置のマフラーをかけた洒落である）が大きな特徴。立ち膝の状態で水平移動ができる。走・攻・守のバランスに優れている。
ゼロ
カタナの鉄鋼人。名前の由来は零戦。頭に垂直尾翼のようなトサカを持ち、他の鉄鋼人に比べて細い体躯が特徴。左腕にリボルバーのシリンダーのような形のガトリング砲を装備している（攻撃時以外はシリンダーの穴から指が出る）。ライトニングと同等のスピードやパワーを持つ。
ハヤテ
アラシの鉄鋼人。名前の由来は四式戦闘機。アラシの「空を飛びたい」と言う願望から生まれたことから、頭部にプロペラのブレードがあり、空を自由に飛ぶことができる。ほとんど戦闘には使用されず、アラシの移動手段やライトニングを運んだりするのに使われた。
メッサーシュミット
アイコの鉄鋼人。名前の由来はメッサーシュミット Bf109（またはその設計者、企業）。太い首にスパイクのついた肩が特徴で、登場する鉄鋼人の中でも、いかつい外見と高い防御力を持つが、アイコが争いを好まない性格からか、ハヤテ同様戦闘には使用されなかった。また、劇中で唯一消えずに残った。
サンダーボルト
タクミの鉄鋼人。名前の由来はP-47。頭に二本の角を持つ。俊敏でジャンプ力にたけており、手から電撃を発することもできる。

### ユニット
本作の世界は、都市別にユニットと呼ばれる名前で区分されている。ユニットの境には検問所があり、通るには許可証が要ると言及されていることから、都市というより国家（都市国家）のようなものとして描かれているが、詳細な統治システムなどについては語られていない。
ハジキたちが住むユニットは正式には「ユニット74」と呼ばれるが、通称の「ユニット・ブルー」が広く通用している。ユニット・ブルーには3つのエリアが存在し、主人公のハジキが生活しているのは、深夜0時以降は夜間電力供給が停止する事から「ナイトタウン」と呼ばれるエリアで、1940年代から50年代のイタリアを彷彿とさせる景観をしている。主に低所得者が住み、犯罪組織の活動も多く、警察も十分に機能しているとは言いがたい状態のため、あまり治安の良くない地域だが、活気には溢れている。対照的に、海沿いには高層ビルが立ち並び、高所得者たちが働く「デイタウン」と呼ばれるエリアがあり、さらにその先に人工的に自然が保護された、高級住宅街「ゴールドタウン」が存在する。デイタウンはニューヨークのような景観をもっており、公式ホームページでは高所得者の街との説明もあるが、劇中の描写からして、デイタウンは中流階級者たちが多く生活しており、ゴールドタウンは上流階級者が生活しているとしたほうが妥当である。
ユニット・ブルー以外にも、ユニット・イエロー、ユニット・グリーン、ユニット・グレー、ユニット・コバルト、ユニット・カーキーなどが存在することが言及されている。劇中ではユニット・グレーは極北の地、ユニット・カーキーは南方に存在していることが説明されている。

### 通信手段
本作の世界では、一般市民は据え置きの電話しか使用できず、無線通信や携帯電話は特殊な人々以外使うことができない。電波の使用に関してはエネルギー事情や軍事的理由から厳しく統制されている。そのため、外で連絡をとる場合は電話ボックスに入り公衆電話を使用しなければならない。しかし、アングラではインターネットが存在している。

## スタッフ
- 原作 - いづなよしつね、GONZO、錦織博
- 監督 - 錦織博
- 助監督 - 宮尾佳和
- シリーズ構成 - 錦織博、池口和彦
- ストーリーエディター - 會川昇
- キャラクターデザイン原案・鉄鋼人デザイン原案 - いづなよしつね
- キャラクターデザイン・総作画監督 - 相澤昌弘
- セットデザイン・原図作画監督（第1話 - 第5話、第7話・第8話） - 小林治
- メカニックデザイン - 村田俊治、宮尾佳和
- 美術監督 - 東潤一、飯島寿治
- 色彩設計 - 甲斐けいこ
- 撮影監督 - 武山篤
- 編集 - 小野寺桂子
- 音響監督 - 三間雅文、柏倉ツトム
- 音楽 - 田中公平、澤口和彦、PE'Z
- プロデューサー - 永田勝治、池口和彦、浜野貴敏、石川真一郎、吉川勝博、畑中利雄、松本整
- アニメーション制作 - ゴンゾ・ディジメーション、アンバーフィルムワークス
- 制作 - TEAM GADGUARD（メディアファクトリー、GDH、IMAGICAエンタテインメント、博報堂DYMP、アンバーフィルムワークス）、フジテレビ

## 主題歌
オープニングテーマ「Boomerang Boogie 〜南風堂の叔父さん〜」
曲 - PE'Z
エンディングテーマ「Song for my Buffalo」
曲 - PE'Z

## 各話リスト
| 話数       | 放送日                                 | サブタイトル             | 脚本         | 絵コンテ                | 演出                | 作画監督                                |
| ---------- | -------------------------------------- | ------------------------ | ------------ | ----------------------- | ------------------- | --------------------------------------- |
| EPISODE 1  | 2003年4月16日                          | 同じ空をみていた         | 會川昇       | 錦織博                  | 錦織博              | 相澤昌弘                                |
| EPISODE 2  | 2003年4月23日                          | 欠片（かけら）繋ぎ合わせ | 會川昇       | 宮尾佳和                | 宮尾佳和            | 加藤裕美                                |
| EPISODE 3  | 2003年4月30日                          | ナイトタウンの街角で     | 中瀬理香     | 増井壮一                | 錦織博 いたがきしん | 田頭しのぶ                              |
| EPISODE 4  | 2003年5月7日                           | 瞳涼やかに               | 姫野利充     | 佐野隆史 錦織博         | 佐野隆史            | 石井久美                                |
| EPISODE 5  | 2003年5月13日                          | そして雨が降る           | 會川昇       | 今石洋之                | 錦織博 相澤昌弘     | 相澤昌弘                                |
| EPISODE 6  | 未放送 2003年10月17日（フジテレビ721） | 五つの仮面               | 稲荷昭彦     | 大畑清隆 坂田純一       | 別所誠人            | 本村晃一                                |
| EPISODE 7  | 2003年5月21日                          | 空を飛べたら             | 村井さだゆき | 増井壮一                | 錦織博              | 秋山由樹子                              |
| EPISODE 8  | 2003年6月11日                          | さすらいの二人           | 會川昇       | 玉川達文                | 玉川達文            | 中澤勇一 中本尚子                       |
| EPISODE 9  | 2003年6月18日                          | 雪が心を融かす           | 関島眞頼     | 宮尾佳和                | 宮尾佳和            | 斉藤英子                                |
| EPISODE 10 | 2003年4月16日                          | 夕陽に札束               | 會川昇       | 小林治                  | 小林治 錦織博       | 加藤裕美                                |
| EPISODE 11 | 2003年7月9日                           | 虹の町には帰れない       | 村井さだゆき | 宮尾佳和                | 宮尾佳和            | 吉田徹 佐々木一浩                       |
| EPISODE 12 | 2003年7月16日                          | ブルーバード             | 中瀬理香     | 坂田純一                | 紅優 平田豊         | 吉田隆彦                                |
| EPISODE 13 | 2003年7月23日                          | 闇に棲む者たち           | 関島眞頼     | 増井壮一                | 平田豊              | 寺岡巌                                  |
| EPISODE 14 | 2003年7月30日                          | 失われた時を求めて       | 吉田玲子     | 坂田純一                | 橋本英樹            | 石井久美                                |
| EPISODE 15 | 2003年8月13日                          | 陽の当たる庭             | 稲荷昭彦     | 板垣伸                  | 三宅雄一郎          | 関口雅浩                                |
| EPISODE 16 | 2003年8月20日                          | 牙を剥く日               | 會川昇       | 増井壮一                | 錦織博              | 寺岡巌                                  |
| EPISODE 17 | 2003年9月3日                           | 銃・刀・獣               | 會川昇       | 宮尾佳和                | 宮尾佳和            | 堀元宣                                  |
| EPISODE 18 | 2003年9月10日                          | 去る者の論理             | 関島眞頼     | 佐藤英一                | 錦織博              | 秋山由樹子                              |
| EPISODE 19 | 2003年9月17日                          | 道連れ                   | 吉田玲子     | 錦織博                  | 錦織博              | 相澤昌弘                                |
| EPISODE 20 | 2003年9月24日                          | この世の果て             | 吉田玲子     | 坂田純一                | 三宅雄一郎          | 江上夏樹                                |
| EPISODE 21 | 未放送 2003年12月29日（フジテレビ721） | 蒼い眠り                 | 會川昇       | 宮尾佳和                | 宮尾佳和            | 秋山由樹子、樋口靖子 本村晃一、堀元宣   |
| EPISODE 22 | 未放送 2003年12月29日（フジテレビ721） | ガラスの輪舞（ロンド）   | 村井さだゆき | 西村博之                | 大宅光子            | 松本文男                                |
| EPISODE 23 | 未放送 2003年12月29日（フジテレビ721） | 償う男                   | 関島眞頼     | 錦織博                  | 西山明樹彦          | 秋山由樹子、本村晃一 相澤昌弘           |
| EPISODE 24 | 未放送 2003年12月29日（フジテレビ721） | 天をめざす意志           | 関島眞頼     | 小林治                  | 小林治              | 加藤裕美                                |
| EPISODE 25 | 未放送 2003年12月29日（フジテレビ721） | 空への時間               | 會川昇       | 宮尾佳和                | 宮尾佳和            | 松本文男                                |
| EPISODE 26 | 未放送 2003年12月29日（フジテレビ721） | 若き旅人                 | 會川昇       | 錦織博、宮尾佳和 小林治 | 錦織博              | 相澤昌弘、加藤裕美 松本文男、秋山由樹子 |

## 関連書籍
- GAD GUARD（メディアファクトリー・MF文庫J） - 宇本京平作
  1. 2003年5月初版 ISBN 4-8401-0791-2
  2. 2003年6月初版 ISBN 4-8401-0808-0
  3. 2003年8月初版 ISBN 4-8401-0854-4
  4. 2003年9月初版 ISBN 4-8401-0870-6

- ガドガード ビジュアルガイド（ソフトバンクパブリッシング）
2004年5月初版 ISBN 4-7973-2667-0

- SPARKS RENEWAL -スパークス・新装版-（エンターブレイン）
2006年3月初版 ISBN 4-7577-2691-0
本作のプロトタイプとなった作品で、細部の設定はアニメと異なっている。